# Monarquia de Barbados (1966-2021)

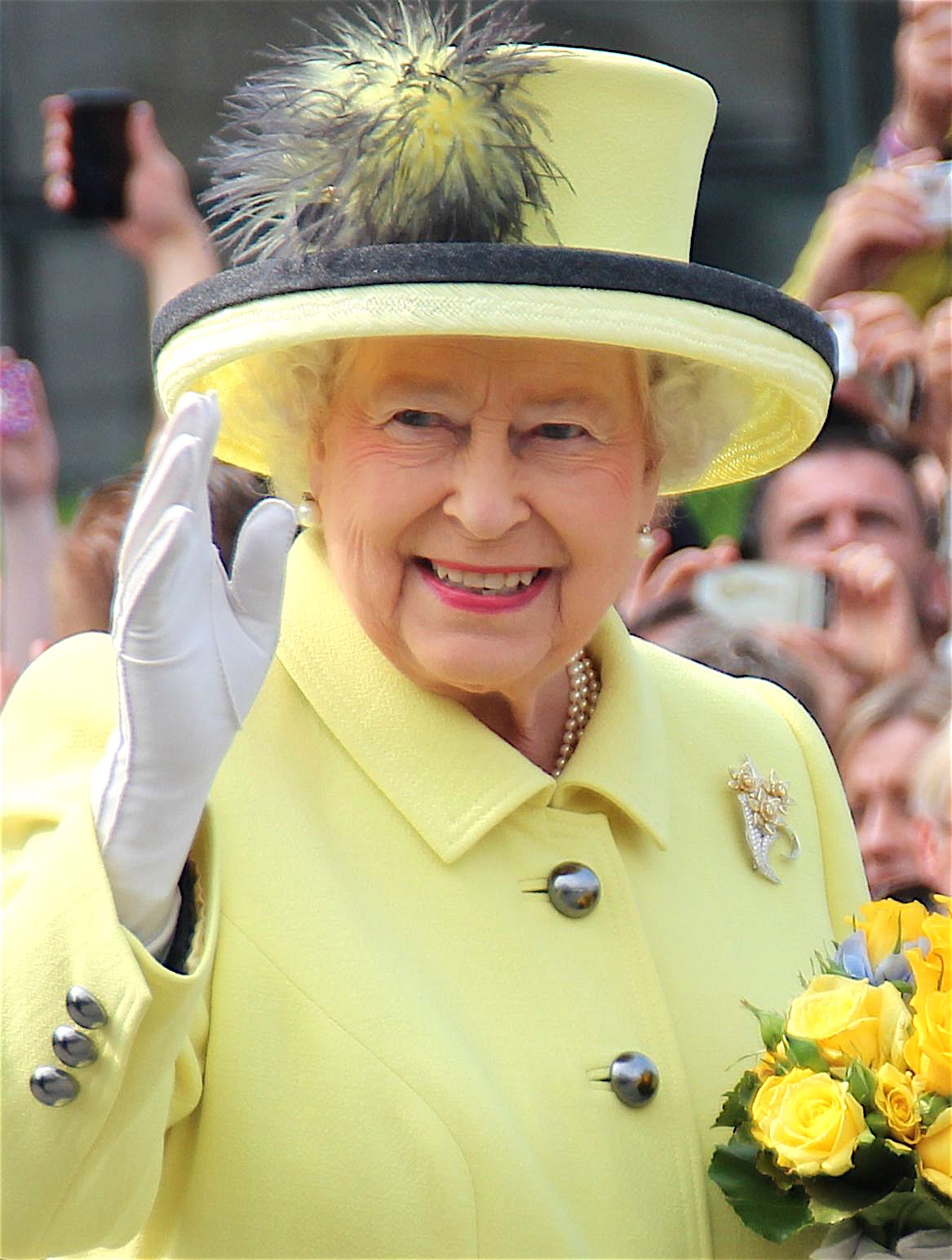
Isabel II, antiga rainha da monarquia de Barbados

Na história de Barbados, a monarquia foi um período entre 1966 até 2021 quando se tornou uma República. Embora tenha ganhado a sua independência de jure em 1966 continuou sendo governado pelos britânicos de facto.

## História
A monarquia de Barbados pode traçar suas origens na história de Barbados como uma colônia, primeiro da Inglaterra e depois como parte do Império Britânico. Barbados foi reivindicada pelo rei Jaime I da Inglaterra em 1625, embora não tenha sido colonizada até 1627, quando, em nome do rei Carlos I, o governador Charles Wolferstone estabeleceu o primeiro assentamento na ilha. No século 18, Barbados se tornou uma das principais sedes da autoridade britânica nas Índias Ocidentais Britânicas, embora, devido ao fardo econômico dos impostos e restrições comerciais, alguns barbadianos, incluindo o Escriturário da Assembleia Geral, tentaram declarar em 1727 que o Act of Settlement 1701 havia expirado na colônia, uma vez que o governador, Henry Worsley, não havia recebido uma nova comissão do rei George II após sua ascensão ao trono. Assim, eles se recusaram a pagar seus impostos a um governador que eles reconheciam como sem autoridade. O procurador e procurador-geral da Grã-Bretanha confirmou que Worsley tinha o direito de cobrar as taxas devidas, mas Worsley renunciou ao cargo antes que a diretiva chegasse a Barbados.
Depois de tentar em 1958 uma federação com outras colônias das Índias Ocidentais, Barbados continuou como uma colônia autônoma sob o Ministério Colonial, até que a independência veio com a assinatura da Ordem de Independência de Barbados em 1966 pela Rainha Elizabeth II.  A Lei de Independência de Barbados de 1966 transformou a Colônia de Barbados em um estado soberano independente com uma monarquia constitucional.

O primo da rainha, o príncipe Eduardo, duque de Kent, representou-a nas celebrações da independência. No Dia da Independência, ele abriu a segunda sessão do primeiro parlamento, em nome da Rainha.